# Gisslaren
Gisslaren är en sjö i Östhammars kommun i Uppland och ingår i Skeboåns huvudavrinningsområde. Sjön är 4,2 meter djup, har en yta på 2,59 kvadratkilometer och är belägen 14 meter över havet. Vid provfiske har bland annat abborre, björkna, braxen och gers fångats i sjön.

## Delavrinningsområde
Gisslaren ingår i det delavrinningsområde (666426-164402) som SMHI kallar för Utloppet av Gisslaren. Medelhöjden är 19 meter över havet och ytan är 36,27 kvadratkilometer. Det finns inga avrinningsområden uppströms utan avrinningsområdet är högsta punkten. Vattendraget som avvattnar avrinningsområdet har biflödesordning 2, vilket innebär att vattnet flödar genom totalt 2 vattendrag innan det når havet efter 34 kilometer. Avrinningsområdet består mestadels av skog (79 procent). Avrinningsområdet har 2,46 kvadratkilometer vattenytor vilket ger det en sjöprocent på 6,8 procent.

## Fisk
Vid provfiske har följande fisk fångats i sjön:
- Abborre
- Björkna
- Braxen
- Gärs
- Gädda
- Löja
- Mört